# Universidad Interamericana de Puerto Rico
La Universidad Interamericana de Puerto Rico (UIPR), es un sistema universitario de religión cristiana ecuménica coeducacional no-sectera privada sin fines de lucro. Cuenta con nueve recintos distribuidos por todo el país y tres escuelas especializadas. Por más de 100 años, se ha dedicado a preparar estudiantes en todas las ramas del que hacer humanístico, social y científico.

## Historia
La INTER fue fundada en 1912, por el reverendo John Will Harrison, con el nombre de Instituto Politécnico de Puerto Rico, como escuela elemental y superior, en las Lomas de Santa Marta del pueblo de San Germán, terrenos que hoy ocupa el Recinto de San Germán. En 1927, se graduó la primera clase de Bachillerato. En 1944 fue acreditada por  The Middle States Association of College and Secondary Schools, convirtiéndose así en el primer colegio de artes liberales en recibir tal acreditación en Puerto Rico y fuera de los Estados Unidos continentales. Esta acreditación se ha mantenido a través de los años.
La INTER ofrece programas académicos en 11 unidades docentes. Entre los recintos están localizados en: Bayamón, Guayama, Arecibo, Aguadilla, Barranquitas, Fajardo, Metropolitano, Ponce, San Germán y cuatro Escuelas Profesionales: Escuela de Optometría, Facultad de Derecho, Escuela de Aeronáutica y Escuela de Enfermería (integrada en el Recinto de San Germán).

Inter Isotype.

La Universidad mantiene una matrícula de más de 40,000 estudiantes, lo cual representa el 50% de la población estudiantil universitaria y el 35% de los estudiantes matriculados en instituciones privadas en Puerto Rico.
Es la única institución en el Caribe en ofrecer un programa de Ciencias de Aviación y la única con una Escuela de Optometría en el Caribe y Latinoamérica, siendo la principal proveedora de optómetras bilingües en el mundo. La Universidad Interamericana es la más importante de las universidades privadas del país.

## Gobierno
El cuerpo rector de la Universidad Interamericana de Puerto Rico es su Junta de Síndicos (cuerpo presidido  por el Lcdo. Luis Plaza), que se perpetúa a sí misma y cuyos miembros son elegidos libremente sin intervención de autoridad externa alguna.
El Presidente de la Universidad es el funcionario ejecutivo y académico de mayor jerarquía en la Institución. El Consejo Gerencial Sistémico está compuesto por el presidente de la Universidad quien preside el Consejo, los vicepresidentes, los rectores, el Decano de la Facultad de Derecho, el Decano de la Escuela de Optometría, un Secretario Ejecutivo designado por el presidente, el director Ejecutivo de Sistemas de Información, el director de la Oficina Jurídica y el director de la Oficina de Investigación y Evaluación Sistémica. Además, participarán en las reuniones del Consejo cuando estén bajo consideración asuntos sistémicos relevantes a sus funciones, los siguientes asesores: el presidente del Consejo Universitario, el director de la Oficina de Recursos Humanos, el director de la Oficina de Promoción y Reclutamiento y el director de Planificación y Desarrollo Sistémico de Planta Física.
El profesorado y la administración de la Facultad de Derecho y de la Escuela de Optometría determinan sus propios programas y normas sujetas a la aprobación del Presidente y la Junta de Síndicos. En todo lo demás, estas dos escuelas profesionales se rigen por las normas, políticas y procedimientos generales de la Universidad.
Los Senados Académicos de las unidades docentes y el Consejo Universitario, organismos herederos del Senado Académico que se estableció en 1966 y del Senado Universitario que le sucedió en 1973, se ocupan del bienestar académico de la Universidad mediante un proceso de articulación académica entre las unidades. Los Senados Académicos formulan las normas académicas y el Consejo Universitario las ratifica, sujeto todo a la concurrencia del Presidente de la Universidad. Ambos cuerpos formulan recomendaciones en asuntos relacionados con política educativa, administrativa y de investigación.

## Acreditaciones
En 1944, la Universidad Interamericana de Puerto Rico fue acreditada por The Middle States Association of College and Secundary Schools. Además, todos sus programas están autorizados por el Consejo de Educación Superior (CES) del Estado Libre Asociado de Puerto Rico y reconocidos por el Departamento de Educación de Puerto Rico. La Universidad Interamericana posee programas académicos particulares de los cuales existen agencias acreditadoras.
Algunas de las agencias que actualmente otorgan acreditación a los programas académicos de la Inter son:
- COA of Nurse Anesthesia Education Program (NAEP)
- Council on Aviation Accreditation (CAA)
- Joint Review Committee on Education in Radiologic Technology (JRCERT)
- National League for Nursing Accreditation Commission (School of Nursing)
- National Accrediting Agency for Clinical Laboratory Science (NAACLS)
- Council on Social Work Education (CSWE)
- American Bar Association (ABA) (School of Law)
- Accreditation Council on Optometric Education (ACOE) (School of Optometry)
- Accreditation Board for Engineering and Technology (ABET)

## Gobierno estudiantil
El Consejo de Estudiantes es el organismo que representa al cuerpo estudiantil en la UIPR. Sus miembros se eligen a través de la participación directa de la mayor cantidad posible de los estudiantes en todos los recintos. Los Consejos se reúnen regularmente con las autoridades universitarias a los fines de canalizar las preocupaciones de los estudiantes, así como recibir información relevante sobre el desarrollo de la Institución. Los Consejos de Estudiantes cuentan con fondos para organizar actividades que promuevan un sano ambiente estudiantil y que a la vez complementen la labor académica de los recintos.
Los estudiantes también tienen representación en los Senados Académicos de los recintos y en el Consejo Universitario. Tanto los Senados como el Consejo son cuerpos representativos autorizados para ocuparse de las normas de calidad y desempeño de la función académica. Entre sus funciones está el proponer normas y directrices académicas, docentes y estudiantiles, así como el asesorar al ejecutivo principal de los recintos y al presidente.

## Dimensión internacional
La Universidad Interamericana de Puerto Rico se proyecta internacionalmente a través de los acuerdos de colaboración que se establecen con universidades u organizaciones a través de todo el mundo.
La Inter tiene acuerdos establecidos con la Universidad Complutense de Madrid, la Universidad de Salamanca, El Centro de Estudios Internacionales de la Fundación Ortega y Gasset en Toledo, la Universidad del País Vasco en España, la Universidad de Oxford, Inglaterra, Universidad de Bolonia, Italia, “Rouen Internacional School of Business”, Francia y “Communications University of China” en Beijing, República Popular China. Otros acuerdos están concertados con universidades en Argentina, Colombia, Honduras, Perú, México y República Dominicana y más de 20 consorcios con universidades en Estados Unidos de América.

## Escuelas y Recintos
- Portal:Puerto Rico. Contenido relacionado con Puerto Rico.
- Universidad Interamericana de Puerto Rico Recinto de Aguadilla
- Universidad Interamericana de Puerto Rico Recinto de Arecibo
- Universidad Interamericana de Puerto Rico Recinto de Barranquitas
- Universidad Interamericana de Puerto Rico Recinto de Bayamón
- Universidad Interamericana de Puerto Rico Recinto de Fajardo
- Universidad Interamericana de Puerto Rico Recinto de Guayama
- Universidad Interamericana de Puerto Rico Recinto Metropolitano
- Universidad Interamericana de Puerto Rico Recinto de Ponce
- Universidad Interamericana de Puerto Rico Recinto de San Germán
- Universidad Interamericana de Puerto Rico, Facultad de Derecho
- Universidad Interamericana de Puerto Rico, Escuela de Optometría
- Universidad Interamericana de Puerto Rico, Escuela de Aeronáutica (enlace roto disponible en Internet Archive; véase el historial, la primera versión y la última).